# Editoração eletrônica

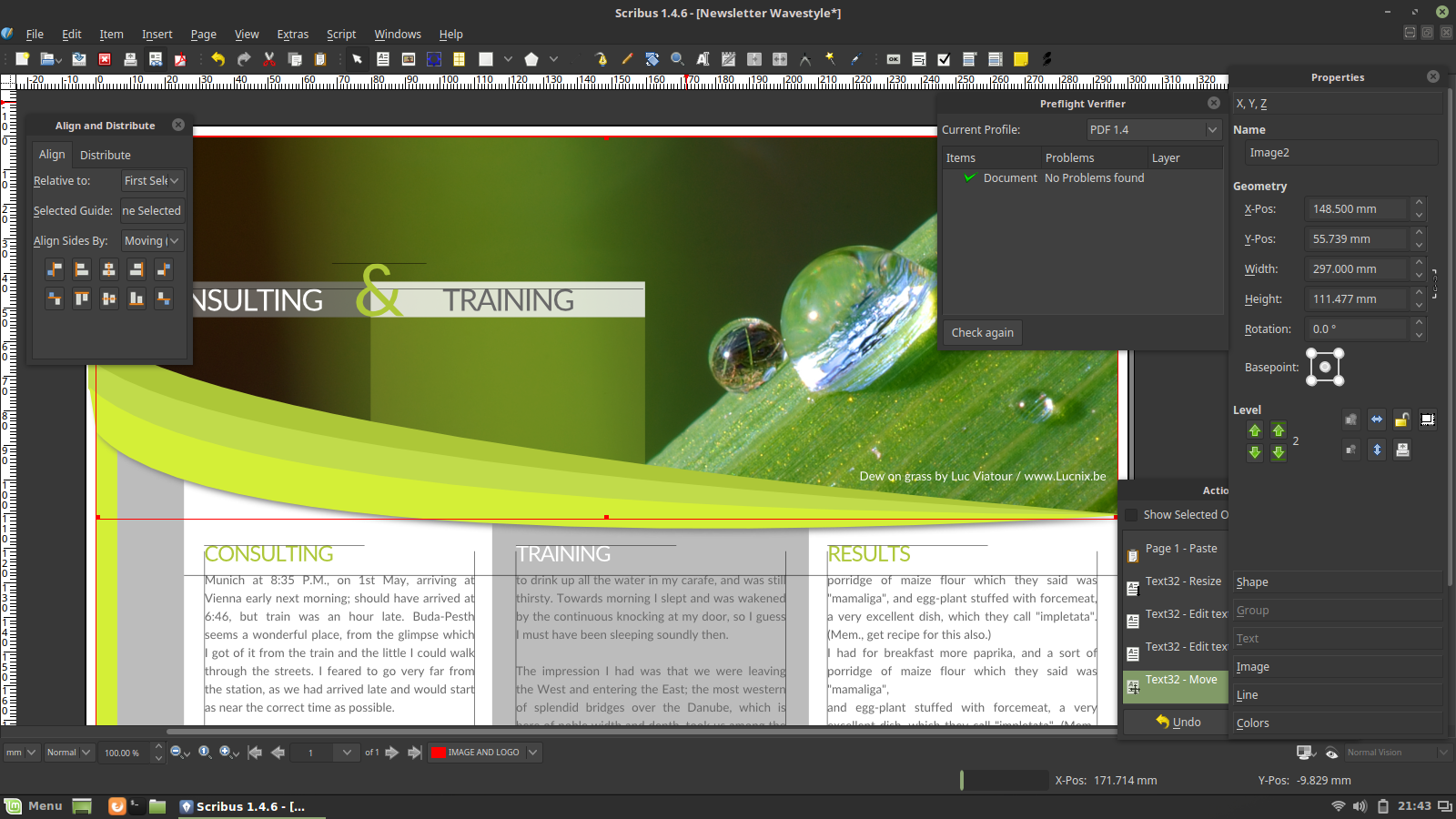
Scribus

A editoração eletrônica (português brasileiro) ou paginação eletrónica (português europeu) ou edição eletrónica (também conhecida pelo acrónimo DTP, do inglês Desktop Publishing) ou diagramação eletrônica, consiste na edição de publicações, através da combinação de computador, programa de paginação e impressora. Ela é utilizada amplamente em diversos segmentos da sociedade, criando peças gráficas impressas ou para distribuição online com as mais variadas finalidades, tais como informar, convencer e ilustrar informações sobre produtos, serviços e informações.
No processo, o utilizador cria layouts com texto, gráficos, fotografias e outros elementos gráficos, utilizando programas de paginação, tais como o QuarkXPress, Adobe InDesign, Adobe PageMaker, PageStream, RagTime, Scribus, Microsoft Publisher, Apple Pages e o CorelDraw. Normalmente, para pequenas tiragens utiliza-se impressoras convencionais, e para grandes tiragens recorre-se às gráficas.
Permite que um digitador, operando um micro com vídeo, com programas que unem o escritório moderno às artes gráficas, execute o trabalho de toda uma equipe, desde o layout, passando pela edição de texto, até a separação de cores. É a criação de documentos no computador, como páginas da Web, folhetos, posters, catálogos, boletins informativos e elementos gráficos.
O desktop publishing surgiu em 1985 com o programa PageMaker, (na época, uma criação da empresa Aldus Corporation) com a impressora LaserWriter da Apple Computer.
A possibilidade de criar layouts WYSIWYG em computador com imediata visualização no monitor, e, de seguida imprimir (a apenas 300dpi na altura), foi revolucionária, quer para a indústria gráfica, quer para a indústria de computadores pessoais. A designação "desktop publishing" é atribuída a Paul Brainerd, fundador da Aldus.

## Conceito
Falleiros (2003) conceitua editoração eletrônica como o ramo da computação gráfica voltado para a produção de peças gráficas e editoriais, tais como jornais, livros, revistas, catálogos, malas diretas, folhetos, etc. A tarefa de editorar não é nenhuma novidade, pois pelos anos 700 d.C. os chineses e os coreanos já produziam peças. Depois, no século XVI, Johann Gutenberg criou os tipos móveis. Ottmar Megenthaler em 1886 criou o linotipo, um equipamento que produzia páginas inteiras em metal reaproveitável. Evoluindo no tempo, chegamos ao século XX, quando foram utilizadas as técnicas de fotocomposição. Com o advento dos computadores na indústria, na década de 80, surgiu a editoração eletrônica, trazendo consigo novos equipamentos e, consequentemente, novas técnicas.

## Elementos
De acordo com Falleiros (2003), somente o briefing e os rascunhos continuam como antes. O briefing é o contato com o cliente para definir os parâmetros do serviço, tais como: tamanho, cores, tipografia, tiragem, público-alvo, etc. O rascunho é o desenho livre para verificar a melhor distribuição das imagens e do texto em uma peça gráfica.
O layout (disposição de elementos de texto e imagens em uma peça gráfica) antes da editoração eletrônica era feito à mão, com uso de tintas e letras em decalque, aplicados em papel comum. Depois do uso do computador o layout passou a ser feito diretamente no computador, com uso de scanners e softwares de edição de imagens. A finalização, antes feita artesanalmente, em papel vegetal e colada com benzina, agora é processada 100% digitalmente, e entregue ao cliente com 97% de fidelidade do impresso final. A editoração eletrônica atualmente é a base de recursos para todo tipo de publicação, seja em artes gráficas ou em multimídia.

## Diagramação
Segundo Horie & Pereira (1999), a diagramação deve ser utilizada para guiar a leitura. As técnicas que os referidos autores ensinam levam o designer a identificar as áreas de uma página: área principal, área secundária, áreas mortas, centro óptico e centro geométrico. A área principal é parte superior esquerda. A área secundária é parte inferior direita. As áreas mortas se situam opostas a área primária e secundária, localizando-se na parte superior direita e inferior esquerda. O centro ótico é a área que a visão se dirige. O centro geométrico é o centro.
Em uma análise mais técnica, Collaro (2000) diz que um dos segredos que envolvem o bom ou mau aspeto de um projeto gráfico está na elaboração do diagrama, ou seja, na distribuição de caixas de texto e imagens. Segundo seus estudos, existem algumas possibilidades de disposição de elementos em uma página. Collaro (Op. cit, p. 96) faz um importante aconselhamento, quando diz que “uma opção interessante é utilizar diagramas de três ou quatro colunas, reduzindo suas larguras e deslocando-as para as laterais da página, criando condições para mobilizar o texto e dinamizar a página”.
Além da diagramação, algo que não pode ser esquecido é a fonte utilizada no texto. “Tem-se discutido muitas considerações sobre a adequação do estilo da letra à mensagem” (HURLBURTH, 2002, p. 100). Em uma oportunidade, em aulas no curso de Informática Educativa, estava-se debatendo sobre a necessidade do estilo da letra estar associado ao assunto que vai ser diagramado. Chegou-se a um entendimento de que realmente a fonte utilizada deve seguir alguns parâmetros técnicos. Horie e Pereira (2004) ensinam que cada tipo de letra tem uma indicação, dependendo do tipo de aplicação, e que não devem ser utilizadas muitas famílias de fontes na mesma peça gráfica.

## Softwares
Os profissionais que atuam na área de editoração eletrônica têm a ideia de que nem sempre os processadores possuem performance adequada para executar versões atuais dos softwares da área, pois quando os fabricantes de computadores lançam uma solução que seja compatível com uma aplicação robusta, esta aplicação já está com uma nova versão sendo lançada. Analisando-se as especificações técnicas contidas no site do fabricante de cada software que é utilizado em editoração eletrônica, encontra-se em todos eles a necessidade mínima de 512 MB de memória RAM.
Falleiros (2003) define os programas mais utilizados para o desenvolvimento de editoração eletrônica: processadores de texto, ilustração vetorial, pintura, edição de fotos, paginadores e auxiliares. Os processadores de texto são utilizados para escrever e corrigir os textos. Os mais usados são o Microsoft Word e OpenOffice.org Writer. Os softwares de ilustração vetorial são utilizados para criação de ilustrações e logotipos. Os mais utilizados são o CorelDRAW, o Adobe Illustrator, o OpenOffice.org Draw e o Inkscape. Os programas de edição de imagens servem para equilibrar brilho, nitidez e cores de uma foto, além de permitirem fusões de duas ou mais imagens e prepará-la para a impressão final. Nesta categoria é praticamente unânime o uso do Photoshop, apesar de alguns ainda usarem o Photopaint, da Corel e de haver um software livre também com muitos recursos, o GIMP. Na categoria paginadores, estão os programas que fazem a montagem final dos elementos (textos, ilustrações e fotos) e dão forma ao projeto. Nesta categoria existem diversos aplicativos profissionais, como Adobe InDesign e Pagemaker, Corel Ventura e o QuarkXPress. Para documentos com muitas páginas, o Framemaker é o mais indicado, pela sua arquitetura robusta e estável. Na categoria modelagem de ambientes em 3D, o software 3D Max é o mais utilizado pelos profissionais da área, em função do vasto material didático disponível e pela facilidade de suporte e treinamento no Brasil.